# 80-я стрелковая дивизия (1-го формирования)
80-я стрелковая дивизия — стрелковое соединение Красной Армии ВС Союза ССР, принимавшее участие в нескольких войнах и военных конфликтах.
Действительное наименование, применяемое в документах: полное — 80-я ордена Ленина стрелковая дивизия имени Пролетариата Донбасса, сокращённое — 80 сд. Стрелковая дивизия входила в состав действующей армии и флота в периоды:
- 24 — 28 сентября 1939 года;
- 8 января — 13 марта 1940 года;
- 22 июня — 19 сентября 1941 года.

## История
Дивизия сформирована в 1924 году в Украинском военном округе. Приказом РВС СССР, от 30 мая 1924 году, № 751 «в закрепление её связей с трудящимися массами» дивизии было присвоено имя Пролетариата Донбасса.
В 1928 году формирование имело в своём составе управление (штаб-квартира Мариуполь), 238-й, 239-й и 240-й стрелковые полки. В июле указанного года приказом РВС Союза ССР им были присвоены новые наименования: 238-й полк стал именоваться 238-м Мариупольским стрелковым полком, 239-й — 239-м Артёмовским стрелковым полком, а 240-й — 240-м Красно-Луганским стрелковым полком.

27 февраля 1934 года дивизия за 
«высокие показатели… в боевой и политической подготовке, а также её огромные заслуги в деле сплочения вокруг социалистического строительства Донецкой области всего трудящегося населения как города, так и села»
 была награждена орденом Ленина.
В 1939 году в Харьковском военном округе на базе 239-го стрелкового полка 80 сд была сформирована 141-я стрелковая дивизия.
В этом же году 80 сд с 24 по 28 сентября 1939 года принимала участие в присоединении Западной Украины и Белоруссии.
В феврале 1940 года дивизия стрелков была передислоцирована на север и приняла участие в боевых действиях против финских войск в ходе советско-финской войны 1939—1940 годов. В составе 19-го стрелкового корпуса 7-й армии в феврале 1940 года она участвовала в прорыве линии Маннергейма на Карельском перешейке. 11 февраля войска этой армии перешли в наступление. 24 сд действовала в районе между Муолаанярви и железной дорогой, а 80 сд наступала в направлении железной дороги. Советские войска прорвали линию обороны финнов, однако на участке 19-го стрелкового корпуса наступление закончилось неудачей.
В июне 1940 года дивизия была включена в состав 49-го стрелкового корпуса 5-й армии Южного фронта. 14 числа она была сосредоточена в районе Янчицев и Баговицы. 28 июня советские войска начали операцию по возвращению Северной Буковины и Бессарабии. 80 сд переправилась через Днестр в районе Устье, Сокола и Большой Мукшы и, пройдя Ленковцы и Кельменцы, достигла Новоселицы, Волченца и Лукачан. Вечером этого же дня дивизия была переподчинена 36-му стрелковому корпусу. 29 июня она достигла района Баласинешты — Коржеуцы, сменив 30 числа 49-ю танковую бригаду и развернув свои полки по линии Шировцы — Коржеуцы — Куконешты.
С апреля 1941 года дивизия содержалась по штатам № 04/100.

### Великая Отечественная война
22 июня в связи с получением данных от местных органов НКВД о выброске противником парашютных десантов в районе Козовы и северо-западнее Залещиков 80 сд, сосредоточенная в Тарнополе, вместе с частями 49-го стрелкового корпуса была брошена на их уничтожение.
9 июля 80-я и 139-я дивизии 37-го стрелкового корпуса сосредоточились в районе Панасовки и Филинцев. 10 июля дивизия вела бой возле Ожаровки и Мшанца. На следующий день 6-я армия получила приказ нанести контрудар в направлении Романовки и овладеть районом Великого Браталова. К 18 часам 80 сд успешно продвинулась вперёд и вышла в район Носовка — Стетковцы — Кириевка. В дальнейшем до 14 июля вела бои с бердичевской группировкой немцев, затем получила приказ отойти на рубеж Рогинцы — Кривошеинцы и занять там оборону. 16 числа её вместе с другими частями 37-го стрелкового корпуса выдвинули на казатинское направление с задачей приостановить продвижение противника. 18 июля корпус отбросил передовые части противника, после чего 80 сд заняла оборону в районе Журбинцев и Прушинки.
Немцы сосредоточили значительные силы против правого фланга 6-й армии в районе Казатина. В связи с этим было принято решение отвести войска армии на новый рубеж. 37-й стрелковый корпус (80-я и 139-я стрелковые дивизии) отводился к ст. Ржевусская и Пидосам.
25 июля 80-я стрелковая дивизия вместе со всей 6-й армией была подчинена командованию Южного фронта. К этому времени в ней насчитывалось всего 4 000 человек, 40 % полковой и дивизионной артиллерии была утрачено.
В конце июля 6-я армия отошла на рубеж Лещиновка — Христиновка — Ягубец. 80-я стрелковая дивизия 29 числа занимала оборону возле Паланки. 30 июля фронт 6-й армии был прорван немцами, после чего 6-я и 12-я армии оказываются в окружении. 2 августа 80-я стрелковая дивизия как наиболее боеспособное соединение армии перебрасывают в направлении Покотилово. 3 августа она из района Копенковатое пыталась пробиться к переправам через Ятрань у Покотилова и Лебединки.
Вырваться из окружения дивизии так и не удалось и 19 сентября она была расформирована как погибшая.

## Награды
- 27 февраля 1934 года —  Орден Ленина — награждена постановлением Президиума ЦИК СССР от 27 февраля 1934 года за высокие показатели достигнутые в боевой и политической подготовке, а также её огромные заслуги в деле сплочения вокруг социалистического строительства Донецкой области всего трудящегося населения как города, так и села. (объявлено приказом РВС СССР № 68, от 4 мая 1934 года)[9].

## Состав
В период советско-финской войны
- управление
- 77-й стрелковый полк
- 153-й стрелковый полк
- 218-й стрелковый полк
- 375-й гаубичный артиллерийский полк
- 307-й отдельный танковый батальон

На 22 июня 1941 года
- управление
- 77-й стрелковый полк
- 153-й стрелковый полк
- 218-й стрелковый полк
- 88-й артиллерийский полк
- 144-й гаубичный артиллерийский полк
- 140-й отдельный истребительно-противотанковый дивизион
- 141-й отдельный зенитный артиллерийский дивизион
- 100-й разведывательный батальон
- 86-й сапёрный батальон
- 25-й отдельный батальон связи
- 32-й медико-санитарный батальон
- 67-я отдельная рота химзащиты
- 40-й автотранспортный батальон
- 12-й полевой автохлебозавод
- 400-я полевая касса Госбанка

## В составе
| На дату    | Фронт              | Армия     | Корпус                 |
| ---------- | ------------------ | --------- | ---------------------- |
| 22.06.1941 | Юго-Западный фронт | 6-я армия | 37-й стрелковый корпус |
| 01.07.1941 | Юго-Западный фронт | 6-я армия | 37-й стрелковый корпус |
| 10.07.1941 | Юго-Западный фронт | 6-я армия | 37-й стрелковый корпус |
| 01.08.1941 | Южный фронт        | 6-я армия | 37-й стрелковый корпус |

## Командиры
- Рогалёв, Фёдор Фёдорович, краском
- Козицкий, Александр Дмитриевич (октябрь 1923 — август 1924), краском
- Рыбаков, Михаил Александрович (август 1924 — октябрь 1924), краском
- Чернецов, Иван Андреевич (октябрь 1924 — 1.06.1928), краском
- Фирсов, Дмитрий Сергеевич (апрель 1931 — октябрь 1933), краском
- Обысов, Сидор Павлович (июнь 1935 — 18.07.1937), комбриг
- Зиновьев, Филипп Сергеевич (февраль 1938 — август 1939)
- Монахов, Семён Филиппович[англ.] (16.8.1939 — 20.2.1940), комбриг
- Прохоров Василий Иванович (февраль 1940 — 15.08.1941), генерал-майор

## Отличившиеся воины
- Андриянов, Александр Иванович, лейтенант, командир стрелковой роты 153-го стрелкового полка.
- Матвиенко, Николай Ефимович, младший комвзвод, командир взвода 307-го отдельного танкового батальона.
- Назаренко, Владимир Афанасьевич, лейтенант, командир роты 77-го стрелкового полка.